# 達布省

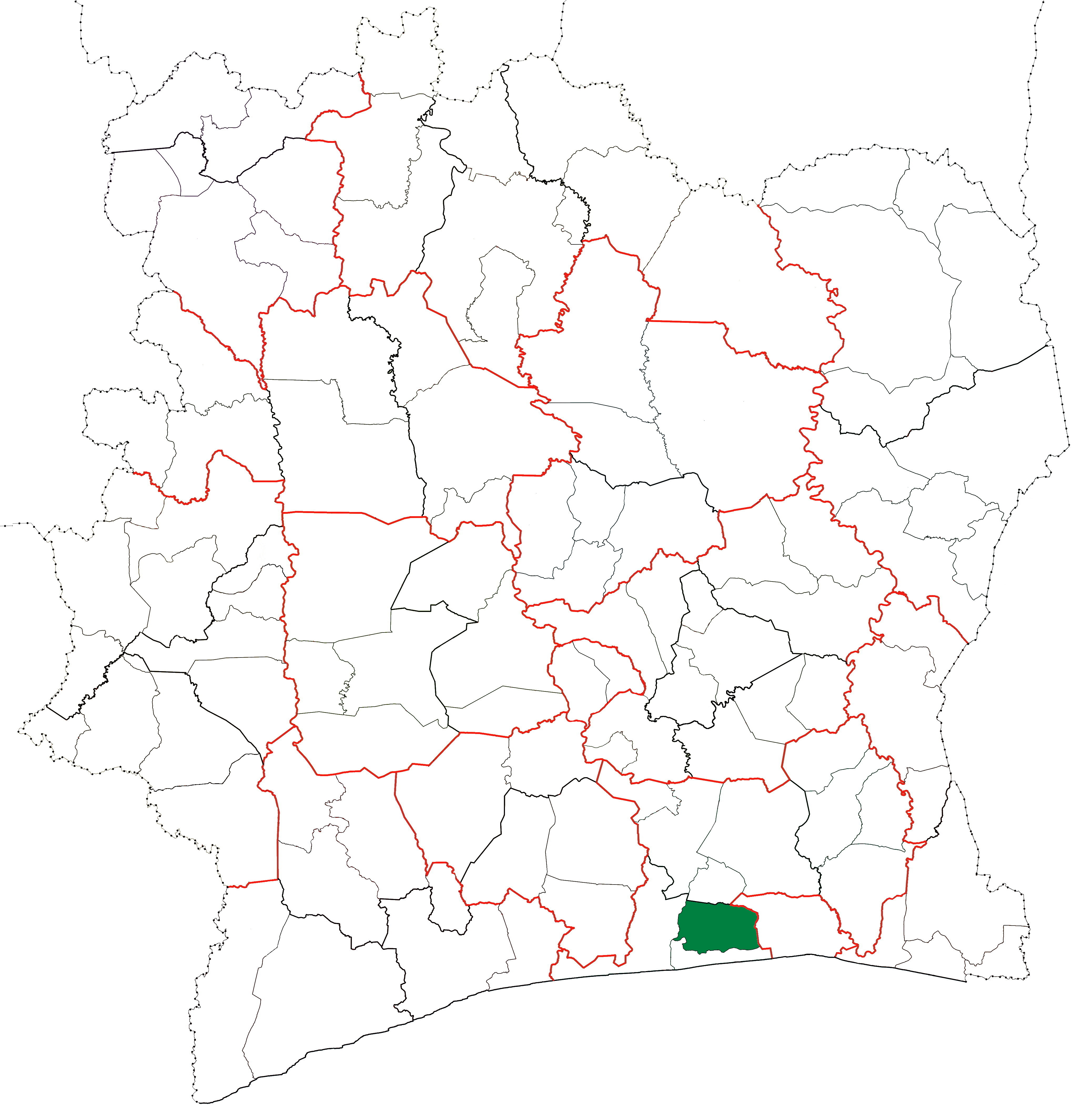
达布省在科特迪瓦的位置

5°19′N 4°23′W / 5.317°N 4.383°W
達布省（法語：Dabou Department）是科特迪瓦的省份，位於該國南部潟湖區，由大橋大區負責管轄，首府設於達布，成立於1998年，面積2,260平方公里，2014年人口148,874，人口密度每平方公里66人。